# Trichanarta ladakensis
Trichanarta ladakensis är en fjärilsart som beskrevs av Felder 1874. Trichanarta ladakensis ingår i släktet Trichanarta och familjen nattflyn. Inga underarter finns listade i Catalogue of Life.